# Josephus Johannes Adrianus van de Riet
Josephus Johannes Adrianus van de Riet (Rucphen, 17 oktober 1897 – 28 april 1981) was een Nederlands politicus.
Hij werd geboren als zoon van Marijn van de Riet (1864-1907) en Maria de Weert (1874-1897). Toen hij enkele weken oud was overleed zijn moeder. Hij werd begin 1921 benoemd tot gemeentesecretaris van Groenlo. Vanaf januari 1947 was hij de burgemeester van Standdaarbuiten. Van de Riet ging in 1962 met pensioen en overleed in 1981 op 83-jarige leeftijd.